# Calumma
Calumma é um gênero de camaleões contendo 31 espécies.

## Espécies
- Calumma amber
- Calumma andringitraense
- Calumma boettgeri
- Calumma brevicorne
- Calumma capuroni
- Calumma crypticum
- Calumma cucullatum
- Calumma fallax
- Calumma furcifer
- Calumma gallus
- Calumma gastrotaenia
- Calumma glawi
- Calumma globifer
- Calumma guibei
- Calumma guillaumeti
- Calumma hafahafa
- Calumma hilleniusi
- Calumma jejy
- Calumma linotum
- Calumma malthe
- Calumma marojezense
- Calumma nasutum
- Calumma oshaughnessyi
- Calumma parsonii
- Calumma peltierorum
- Calumma peyrierasi
- Calumma tarzan
- Calumma tigris
- Calumma tsaratananense
- Calumma tsycorne
- Calumma vatosoa
- Calumma vencesi